# Carl Heinrich Theodor Knorr

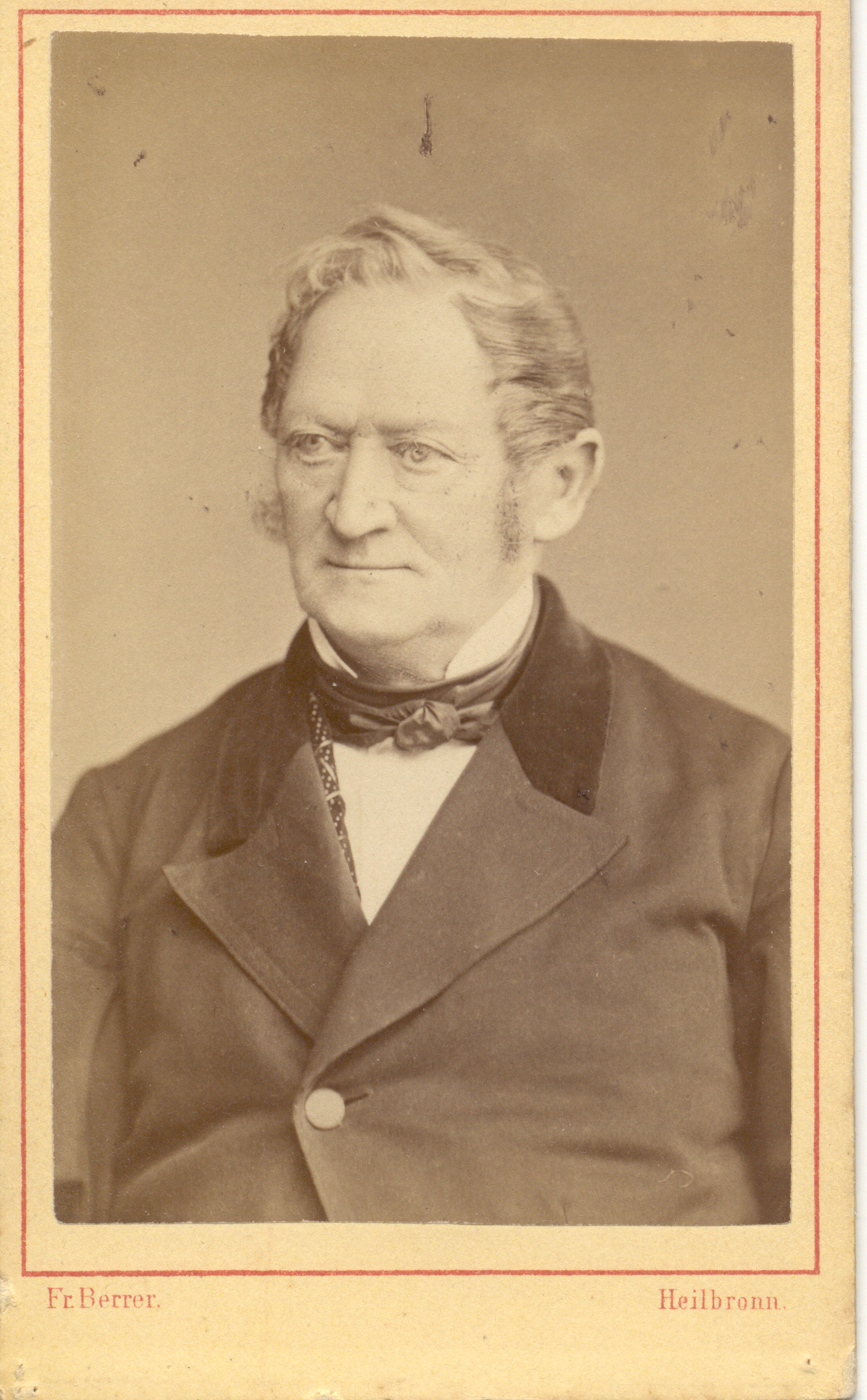
Carl Heinrich Theodor Knorr

Carl Heinrich Theodor Knorr (* 15. Mai 1800 in Meerdorf bei Braunschweig; † 20. Mai 1875 in Heilbronn) war der Gründer des Nahrungsmittelunternehmens Knorr in Heilbronn.

## Leben und Werk
C. H. Knorrs Vater war Johannes Christian Julius Knorr (1766–1832), der als Lehrer und Kantor tätig war. Seine Mutter war Johanna Dorothea Henriette Knorr, geb. Rosenthal (1762–1845). Carl Heinrich Knorr erlernte einen kaufmännischen Beruf und heiratete 1828 Henriette Ziegenmeyer in Süpplingenburg, mit der er nach Osterode am Harz übersiedelte. Im Jahr 1829 wurde die Tochter Henriette Caroline Juliane Emma Knorr (1829–1901) geboren. Bereits im Jahr 1834 verstarb jedoch seine Ehefrau. In der Folge zog Knorr mit seiner Tochter nach Hanau um und war dort als Kaufmann tätig.
Eine Geschäftsreise führte ihn nach Heilbronn, wo er die Kaufmannstochter Amalie Henriette Caroline Seyffardt (1806–1867) kennenlernte. Am 24. April 1838 heirateten Carl Heinrich Knorr und Caroline Seyffardt. Dieser Ehe entstammten fünf Kinder: Anna Knorr (1839–1875), die 1861 Carl Monninger aus London heiratete, Olga Knorr (1840–1911), Ludwig Otto Knorr (1841–1842), Carl Heinrich Eduard Knorr (1843–1921) und Alfred Knorr (1846–1895). Die beiden Söhne Carl Heinrich Eduard und Alfred traten später in das väterliche Unternehmen ein.

Knorr erhielt ebenfalls im Jahr 1838 nach Vorlage von Prädikatszeugnissen die Bürgerrechte der Stadt Heilbronn und eröffnete ein Lebensmittel- und Kolonialwarengeschäft in der Heilbronner Innenstadt (in der heutigen Kaiserstraße 7). Die Geschäftseröffnung zeigte er durch eine Anzeige mit folgendem Text im Heilbronner Intelligenzblatt an: 

„Geschäftseröffnung und Empfehlung. Daß ich mein Specereiwaaren-Geschäft heute eröffnet habe, verfehle ich nicht sowohl einem hiesigen, wie auch einem auswärtigen Publikum mit dem Bemerken anzuzeigen, daß es mein Bestreben sein wird, jedermann billigst und bestens zu bedienen.
Heilbronn, d. 29. Aug. 1838.
C. H. Knorr,
in der Kramstraße neben Drei König.“

Außerdem erhielt er „von der Stadt Heilbronn die Pacht des „Schlachthaus-Beletage-Stocks“ auf die Dauer von vier Jahren zur Errichtung einer Trocknungsanlage für Cichorie.“. Bereits zwei Jahre später gab er die Pacht des ersten Stockes des Fleischhauses wieder zurück. Zu Knorrs Startkapital von 8667 Gulden hatte Caroline Seyffardt zwei Drittel als Mitgift beigesteuert. Mit diesem Kapital gründete C. H. Knorr zudem noch eine Zichorienfabrik, in der er Kaffeeersatz aus der Wurzel der Gemeinen Wegwarte (auch Zichorie genannt) herstellte. Die Konzession für den Bau dieser Fabrik hatte er am 28. September 1838 erhalten. Errichtet wurde diese vor dem Brückentor westlich des Neckars, also im heutigen Bahnhofsviertel von Heilbronn. Den Zichorienkaffee verkaufte er in Württemberg sowie nach Baden, Bayern und in die Schweiz. 1855 veräußerte Knorr die Fabrik, die mit 53 Arbeitern zur größten Heilbronns angewachsen war, an August Cloß, den Bruder seines Schwiegersohns Johann Friedrich Cloß (verheiratet mit Emma Knorr, seiner Tochter aus erster Ehe). 1857 gründete Knorr auf dem Hefenweiler, Heilbronns erstem Industrierevier, eine Tuchfabrik mit Spinnerei, Appretur und Walkerei. Der Einstieg ins Textilgeschäft blieb jedoch erfolglos, und so musste Knorr wegen nicht zu bezahlender Schulden diese Fabrik bereits im Jahr 1858 wieder schließen. Im Anschluss gründete Knorr die Firma C. H. Knorr Engros-Geschäft in Reis, Gerste, Sago und Landesprodukten in der Sülmerstraße 37. Der genaue Gründungszeitpunkt dieses Unternehmens ist unbekannt. 1862 war Knorr lt. Heilbronner Adressbuch Agent in Landesprodukten, das Engros-Geschäft wird 1868 erwähnt, bestand aber wahrscheinlich schon einige Jahre zuvor. Der Firmensitz wurde bis 1872 in die Innere Rosenbergstraße 24 (heute: Kreuzung Rollwag-/Wilhelmstraße) verlegt. Knorr betrieb den Handel mit Agrarprodukten in allen deutschen Staaten und bis nach Ungarn.
Nachdem seine beiden Söhne Carl und Alfred 1866 bzw. 1870 in das väterliche Unternehmen eingetreten waren, nahm C. H. Knorr neben dem Handel mit Agrarprodukten auch die Produktion von Lebensmitteln auf. Zu Anfang der 1870er Jahre begann er mit der Herstellung von Mehlen aus Hülsenfrüchten (Grünkern, Erbsen, Bohnen, Linsen), die unter dem Markennamen Bienenkorb vertrieben wurden. Außerdem begann man mit der Produktion von Mischungen, die aus Hülsenfruchtmehl, getrocknetem und gemahlenem Gemüse sowie Gewürzen bestanden, also einer frühen Form der Fertigsuppe. Knorrs Söhne hatten die Idee dazu in Frankreich kennengelernt und einige Jahre in der väterlichen Fabrik mit dem Dörren und Mahlen von Gemüsen und Kräutern experimentiert.
Carl Heinrich Theodor Knorr starb am 20. Mai 1875. Er wurde auf dem Alten Friedhof in Heilbronn beigesetzt. Das Grab ist nicht mehr erhalten. Nach seinem Tod führten seine beiden Söhne das Unternehmen gemeinsam fort und bauten es zu einer großen Suppenfabrik aus.